# Oluyemi Adetiba-Orija
Oluyemi Adetiba-Orija (Nigèria) és una advocada criminalista nigeriana.
El 2018 va crear la fundació Headfort que ofereix assistència legal gratuïta per a presos pobres que no poden pagar la fiança. Està format per quatre persones. Sobretot ajuden a menors d'edat o bé que esperen judici, que a Nigèria són el 70% de la població reclusa. Per exemple, el 2021 hi havia 50.000 detinguts en presó preventiva. El 2021 van obrir una ofigina d'advocats anomenada "Advocats sense Fronteres" al jutjat d'instrucció d'Isabo, a l'àrea d'Abeokuta Sud. Des del 2018 al 2021 l'entitat ha ajudat a 125 presos detinguts per delictes lleus.
Va ser inclosa per la BBC a la llista de les 100 dones més inspiradores del 2021.